# Gran Premio d'Italia 2010
Il Gran Premio Santander d'Italia 2010 si è corso domenica 12 settembre 2010 presso l’Autodromo nazionale di Monza a Monza e ha visto Fernando Alonso ottenere il primo hat trick stagionale (pole, vittoria e giro più veloce), seguito da Jenson Button e Felipe Massa. Dietro di loro sono giunti a punti Sebastian Vettel, Nico Rosberg, Mark Webber, Nicolas Hulkenberg, Robert Kubica, Michael Schumacher e Rubens Barrichello.
L'evento ha visto una grande partecipazione del pubblico, con oltre 120 000 tifosi presenti sul tracciato brianzolo in tutto il fine settimana, oltre a vari vip presenti ai box, tra cui Hugh Grant, Fabio Capello ed Eric Clapton.

## Vigilia

### Sviluppi per il 2011
La FIA elaborò il calendario per la stagione 2011: le gare salirono a venti (numero record), con l'esordio del Gran Premio d'India e si decise inoltre di non selezionare nessun nuovo team per la stagione 2011. Il numero dei team ammessi restò così a dodici.

### Aspetti tecnici
La Bridgestone, fornitore unico degli pneumatici, annunciò per questo gran premio coperture di tipo morbido e duro. Da questo gran premio vennero introdotti nuovi test per controllare la flessibilità della parte anteriore del fondo della vettura, nonché nuove norme sull'assemblaggio dello skid block.
La McLaren decise di montare il condotto F-duct solo sulla vettura di Jenson Button, il quale, a differenza del compagno di squadra, cercò di avere un assetto più stabile. La Ferrari, dal canto suo, presentò avantreno e retrotreno abbastanza rinnovati, in modo da poterli adattare al circuito monzese, così come fece la Renault, seppur utilizzando soluzioni aerodinamiche differenti.
Novità importanti riguardarono invece la Toro Rosso, che per la prima volta si dotò dell'F-duct, e la Force India, che invece vi rinunciò. Anche la Mercedes portò nuove soluzioni, in particolare con la modifica alle sospensioni anteriori e l'adozione di alettoni posteriori dai profili molto ridotti.

### Aspetti sportivi
La più importante novità sotto il profilo sportivo fu l'udienza di Parigi dell'8 settembre, per discutere del presunto ordine di scuderia della Ferrari al Gran Premio di Germania, al termine del quale la FIA decise di non prendere ulteriori provvedimenti contro il team italiano.
Per ciò che concerne i piloti Sakon Yamamoto annunciò che sarebbe rimasto pilota titolare alla HRT-Cosworth sino al termine della stagione, mentre Paul Di Resta sostituì Adrian Sutil alla Force India nelle prime prove libere del venerdì.
Il nipponico Kamui Kobayashi pose una fascia nera al braccio per ricordare il pilota connazionale Shōya Tomizawa deceduto la domenica precedente nel corso del Gran Premio di Misano. Infine Emerson Fittipaldi era il commissario aggiunto della FIA per questa gara, mansione da lui già svolta nel Gran Premio del Canada.

## Prove
Nella prima sessione del venerdì si è avuta questa situazione:
| Pos | Nº | Pilota           | Costruttore      | Tempo    | Gap    | Giri |
| --- | -- | ---------------- | ---------------- | -------- | ------ | ---- |
| 1   | 1  | Jenson Button    | McLaren-Mercedes | 1'23"693 |        | 28   |
| 2   | 5  | Sebastian Vettel | RBR-Renault      | 1'23"790 | +0"097 | 27   |
| 3   | 2  | Lewis Hamilton   | McLaren-Mercedes | 1'23"967 | +0"274 | 25   |

Nella seconda sessione del venerdì si è avuta questa situazione:
| Pos | Nº | Pilota           | Costruttore | Tempo    | Gap    | Giri |
| --- | -- | ---------------- | ----------- | -------- | ------ | ---- |
| 1   | 5  | Sebastian Vettel | RBR-Renault | 1'22"839 |        | 27   |
| 2   | 8  | Fernando Alonso  | Ferrari     | 1'22"915 | +0"076 | 32   |
| 3   | 7  | Felipe Massa     | Ferrari     | 1'23"061 | +0"222 | 20   |

Nella sessione del sabato mattina si è avuta questa situazione:
| Pos | Nº | Pilota           | Costruttore      | Tempo    | Gap    | Giri |
| --- | -- | ---------------- | ---------------- | -------- | ------ | ---- |
| 1   | 2  | Lewis Hamilton   | McLaren-Mercedes | 1'22"498 |        | 19   |
| 2   | 5  | Sebastian Vettel | RBR-Renault      | 1'22"545 | +0"047 | 21   |
| 3   | 8  | Fernando Alonso  | Ferrari          | 1'22"644 | +0"146 | 15   |

## Qualifiche

### Resoconto

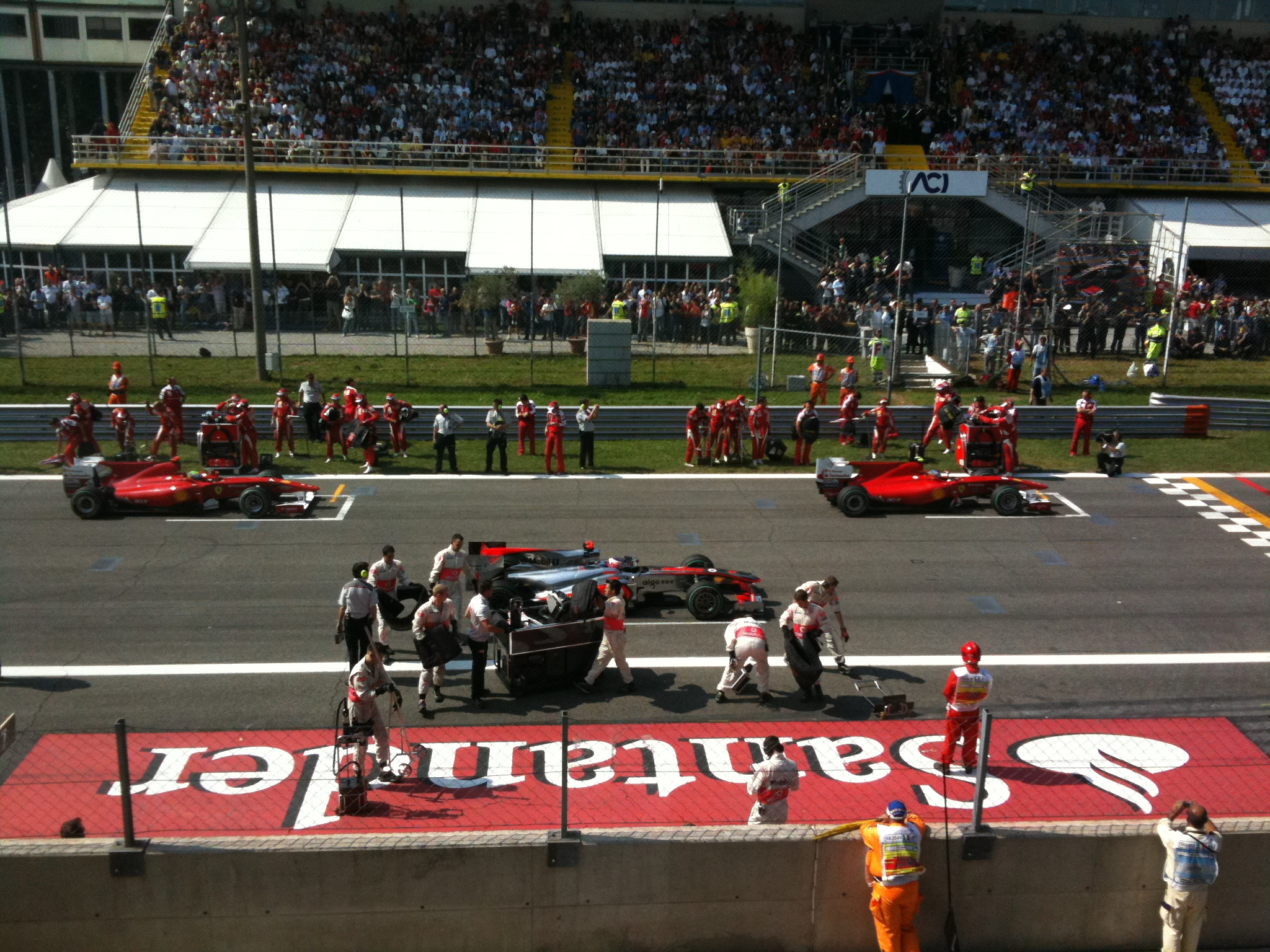
Fernando Alonso, Jenson Button e Felipe Massa, autori dei tre migliori tempi durante le prove, schierati sulla griglia di partenza.

In Q1 non si verificano grosse sorprese. Vengono eliminati i piloti delle tre nuove scuderie, ai quali si aggiunge Vitantonio Liuzzi della Force India, a causa di un problema tecnico al propulsore. Massa fa segnare il miglior tempo, seguito dall'altro ferrarista Alonso. In Q2 ancora una Ferrari con il miglior tempo, quella di Alonso. Escluso Michael Schumacher dalla Q3, con il dodicesimo tempo. Per il tedesco è il quarto gran premio di fila in cui non entra nella top ten.
In Q3 ancora davanti le Ferrari che con Fernando Alonso conquistano la 204ª pole nella storia del mondiale, la prima dal Gran Premio del Brasile 2008. Alonso raggiunge anche quota 20 pole position nell'arco della sua carriera. In prima fila Jenson Button, che nell'ultimo tentativo si avvicina al tempo dello spagnolo ma senza riuscire a batterlo. Le due Red Bull, dominatrici della stagione nelle qualifiche, sono solo quarta (con Mark Webber) e sesta (con Sebastian Vettel).

### Risultati
Nella sessione di qualificazione si è avuta la seguente situazione:
| Pos | Nº | Pilota             | Costruttore          | Q1       | Q2       | Q3       | Griglia |
| --- | -- | ------------------ | -------------------- | -------- | -------- | -------- | ------- |
| 1   | 8  | Fernando Alonso    | Ferrari              | 1'22"646 | 1'22"297 | 1'21"962 | 1       |
| 2   | 1  | Jenson Button      | McLaren-Mercedes     | 1'23"085 | 1'22"354 | 1'22"084 | 2       |
| 3   | 7  | Felipe Massa       | Ferrari              | 1'22"421 | 1'22"610 | 1'22"293 | 3       |
| 4   | 6  | Mark Webber        | RBR-Renault          | 1'23"431 | 1'22"706 | 1'22"433 | 4       |
| 5   | 2  | Lewis Hamilton     | McLaren-Mercedes     | 1'22"830 | 1'22"394 | 1'22"623 | 5       |
| 6   | 5  | Sebastian Vettel   | RBR-Renault          | 1'23"235 | 1'22"701 | 1'22"675 | 6       |
| 7   | 4  | Nico Rosberg       | Mercedes GP          | 1'23"529 | 1'23"055 | 1'23"027 | 7       |
| 8   | 10 | Nicolas Hülkenberg | Williams-Cosworth    | 1'23"516 | 1'22"989 | 1'23"037 | 8       |
| 9   | 11 | Robert Kubica      | Renault              | 1'23"234 | 1'22"880 | 1'23"039 | 9       |
| 10  | 9  | Rubens Barrichello | Williams-Cosworth    | 1'23"695 | 1'23"142 | 1'23"328 | 10      |
| 11  | 14 | Adrian Sutil       | Force India-Mercedes | 1'23"493 | 1'23"199 | N.D.     | 11      |
| 12  | 3  | Michael Schumacher | Mercedes GP          | 1'23"840 | 1'23"388 | N.D.     | 12      |
| 13  | 23 | Kamui Kobayashi    | BMW Sauber-Ferrari   | 1'24"273 | 1'23"659 | N.D.     | 13      |
| 14  | 16 | Sébastien Buemi    | STR-Ferrari          | 1'23"744 | 1'23"681 | N.D.     | 14      |
| 15  | 12 | Vitalij Petrov     | Renault              | 1'24"086 | 1'23"819 | N.D.     | 20      |
| 16  | 17 | Jaime Alguersuari  | STR-Ferrari          | 1'24"083 | 1'23"919 | N.D.     | 15      |
| 17  | 22 | Pedro de la Rosa   | BMW Sauber-Ferrari   | 1'24"442 | 1'24"044 | N.D.     | 16      |
| 18  | 18 | Jarno Trulli       | Lotus-Cosworth       | 1'25"540 | N.D.     | N.D.     | 17      |
| 19  | 19 | Heikki Kovalainen  | Lotus-Cosworth       | 1'25"742 | N.D.     | N.D.     | 18      |
| 20  | 15 | Vitantonio Liuzzi  | Force India-Mercedes | 1'25"774 | N.D.     | N.D.     | 19      |
| 21  | 24 | Timo Glock         | Virgin-Cosworth      | 1'25"934 | N.D.     | N.D.     | 24      |
| 22  | 25 | Lucas Di Grassi    | Virgin-Cosworth      | 1'25"974 | N.D.     | N.D.     | 21      |
| 23  | 21 | Bruno Senna        | HRT-Cosworth         | 1'26"847 | N.D.     | N.D.     | 22      |
| 24  | 20 | Sakon Yamamoto     | HRT-Cosworth         | 1'27"020 | N.D.     | N.D.     | 23      |

Con i tempi in grassetto sono visualizzate le migliori prestazioni in Q1, Q2 e Q3.

## Gara

### Resoconto
Alla partenza Fernando Alonso non sfrutta la sua pole e si fa superare da Jenson Button, che prende il comando della gara. Anche i due della RBR Mark Webber e Sebastian Vettel partono male e si fanno superare da diversi piloti. Nelle retrovie Kamui Kobayashi è costretto a partire dalla pitlane per un problema al cambio.
Alla prima variante Alonso e Felipe Massa si toccano, senza conseguenze. Lewis Hamilton riesce a installarsi in quarta posizione dopo la brutta partenza di Vettel, ma dopo un contatto con Massa alla Variante della Roggia finisce sulla ghiaia ed è costretto al ritiro. Nessun problema per Massa che prosegue la gara in terza posizione. Anche Kobayashi, che non vede risolti i guai al cambio, è costretto al ritiro al primo giro. Dopo pochi giri si ritira anche Bruno Senna, per un problema al motore.
La gara vive sull'inseguimento di Button da parte dei due ferraristi, che riescono a non perdere terreno dal battistrada britannico. Al 22º giro, al momento del pitstop, la HRT di Sakon Yamamoto alla ripartenza investe un meccanico della propria scuderia, che viene trasportato al centro medico.
Qualche giro dopo il ritiro di Senna, Jaime Alguersuari viene penalizzato per avere tagliato una chicane. Il momento decisivo della gara è al giro 36, quando Button si ferma ai box. Il giro dopo è il turno di Alonso, che riesce a tornare in pista in testa grazie a un pit stop più veloce di quello del pilota inglese.
Al quarantasettesimo giro Jarno Trulli si ritira per un problema al cambio. Mark Webber, rimasto ottavo dopo la brutta partenza, riesce a passare in settima posizione e poi riesce a sorpassare al giro 50 Nicolas Hülkenberg, nonostante il pilota della Williams avesse tagliato due chicane senza essere penalizzato. Vettel supera Nico Rosberg mentre questo è ai box e infine fa il pitstop obbligatorio solo all'ultimo giro, riuscendo a mantenere la quarta posizione. Le posizioni dei primi tre, intanto, restano invariate.
Alonso a tre giri dal termine, al momento del doppiaggio di Pedro de la Rosa, taglia la prima variante ma riesce a tornare sull'asfalto senza problemi. Infine lo spagnolo riesce a vincere il gran premio, passando in terza posizione nella classifica piloti, superando Button e Vettel, arrivati rispettivamente secondo e quarto. Massa arriva terzo, punti anche per Rosberg, Webber, che nonostante il sesto posto riesce a tornare in testa al mondiale, Hülkenberg, Kubica, Michael Schumacher e Barrichello.
Questa rimarrà l'ultima vittoria della Ferrari nel Gran Premio d'Italia fino all'edizione del 2019, vinta da Charles Leclerc.

### Risultati
I risultati del gran premio sono i seguenti:
| Pos | Nº | Pilota             | Costruttore          | Giri | Tempo/Ritiro           | Griglia | Punti |
| --- | -- | ------------------ | -------------------- | ---- | ---------------------- | ------- | ----- |
| 1   | 8  | Fernando Alonso    | Ferrari              | 53   | 1h 16'24"572           | 1       | 25    |
| 2   | 1  | Jenson Button      | McLaren-Mercedes     | 53   | +2"938                 | 2       | 18    |
| 3   | 7  | Felipe Massa       | Ferrari              | 53   | +4"223                 | 3       | 15    |
| 4   | 5  | Sebastian Vettel   | RBR-Renault          | 53   | +28"196                | 6       | 12    |
| 5   | 4  | Nico Rosberg       | Mercedes GP          | 53   | +29"942                | 7       | 10    |
| 6   | 6  | Mark Webber        | RBR-Renault          | 53   | +31"276                | 4       | 8     |
| 7   | 10 | Nicolas Hülkenberg | Williams-Cosworth    | 53   | +32"812                | 8       | 6     |
| 8   | 11 | Robert Kubica      | Renault              | 53   | +34"028                | 9       | 4     |
| 9   | 3  | Michael Schumacher | Mercedes GP          | 53   | +44"948                | 12      | 2     |
| 10  | 9  | Rubens Barrichello | Williams-Cosworth    | 53   | +1'04"213              | 10      | 1     |
| 11  | 16 | Sébastien Buemi    | STR-Ferrari          | 53   | +1'05"056              | 14      |       |
| 12  | 15 | Vitantonio Liuzzi  | Force India-Mercedes | 53   | +1'06"106              | 19      |       |
| 13  | 12 | Vitalij Petrov     | Renault              | 53   | +1'18"919              | 20      |       |
| 14  | 22 | Pedro de la Rosa   | BMW Sauber-Ferrari   | 52   | +1 giro                | 16      |       |
| 15  | 17 | Jaime Alguersuari  | STR-Ferrari          | 52   | +1 giro                | 15      |       |
| 16  | 14 | Adrian Sutil       | Force India-Mercedes | 52   | +1 giro                | 11      |       |
| 17  | 24 | Timo Glock         | Virgin-Cosworth      | 51   | +2 giri                | 24      |       |
| 18  | 19 | Heikki Kovalainen  | Lotus-Cosworth       | 51   | +2 giri                | 18      |       |
| 19  | 20 | Sakon Yamamoto     | HRT-Cosworth         | 51   | +2 giri                | 23      |       |
| 20  | 25 | Lucas Di Grassi    | Virgin-Cosworth      | 50   | Sospensione            | 21      |       |
| Rit | 18 | Jarno Trulli       | Lotus-Cosworth       | 46   | Cambio                 | 17      |       |
| Rit | 21 | Bruno Senna        | HRT-Cosworth         | 11   | Problemi idraulici     | 22      |       |
| Rit | 2  | Lewis Hamilton     | McLaren-Mercedes     | 0    | Collisione con F.Massa | 5       |       |
| Rit | 23 | Kamui Kobayashi    | BMW Sauber-Ferrari   | 0    | Cambio                 | 13      |       |

## Classifiche Mondiali

### Piloti
| Pos | Pilota             | Punti |
| --- | ------------------ | ----- |
| 1   | Mark Webber        | 187   |
| 2   | Lewis Hamilton     | 182   |
| 3   | Fernando Alonso    | 166   |
| 4   | Jenson Button      | 165   |
| 5   | Sebastian Vettel   | 163   |
| 6   | Felipe Massa       | 124   |
| 7   | Nico Rosberg       | 112   |
| 8   | Robert Kubica      | 108   |
| 9   | Michael Schumacher | 46    |
| 10  | Adrian Sutil       | 45    |
| 11  | Rubens Barrichello | 31    |
| 12  | Kamui Kobayashi    | 21    |
| 13  | Vitalij Petrov     | 19    |
| 14  | Nicolas Hülkenberg | 16    |
| 15  | Vitantonio Liuzzi  | 13    |
| 16  | Sébastien Buemi    | 7     |
| 17  | Pedro de la Rosa   | 6     |
| 18  | Jaime Alguersuari  | 3     |

### Costruttori
| Pos | Team                 | Punti |
| --- | -------------------- | ----- |
| 1   | RBR-Renault          | 350   |
| 2   | McLaren-Mercedes     | 347   |
| 3   | Ferrari              | 290   |
| 4   | Mercedes GP          | 158   |
| 5   | Renault              | 127   |
| 6   | Force India-Mercedes | 58    |
| 7   | Williams-Cosworth    | 47    |
| 8   | BMW Sauber-Ferrari   | 27    |
| 9   | STR-Ferrari          | 10    |

## Decisioni della FIA
L'HRT-Cosworth è stata multata di 20 000 dollari per l'incidente di Sakon Yamamoto ai box, che ha costretto anche a chiudere per qualche minuto la corsia dei box.